# Духовщинская возвышенность
Духовщинская возвышенность — возвышенность в Европейской части России в Смоленской области. Северо-западная часть Смоленской возвышенности.
Территориально расположена в основном в Духовщинском районе Смоленской области. Наивысшая точка — 285,2 м над уровнем моря в северо-западной части, к юго-востоку понижается. Сложена доломитами и известняками девона и карбона. Значительную толщу образует днепровская морена, выходящая местами на поверхность. Рельеф: пологоволнистые, местами плоские моренные равнины. По западному склону наблюдается возвышенный холмисто-грядовый рельеф — Бельско-Духовщинские гряды. Возвышенность образует водораздел бассейнов рек Западной Двины и Днепра. На возвышенности берёт начало река Хмость.